# Central de Autobuses de Xalapa
La Central de Autobuses de Xalapa  conocida como CAXA, Es la terminal principal del Grupo ADO que sirve a la zona metropolitana de Xalapa en el estado de Veracruz.
Es una de las terminales de autobuses más importantes del este de México. Sirve a toda la zona metropolitana de la ciudad de Xalapa: capital del estado de Veracruz y un importante centro cultural y estudiantil a nivel nacional; además, sirve cómo punto de paso y transbordo a las personas que viajan del norte de México al sur, sureste, o al centro del país. Ofrece servicios a diversas líneas de primera clase, clase ejecutiva y clase económica, tales como: Autobuses de Oriente (ADO), ADO Platino/GL, Omnibus Cristóbal Colón, Autobuses Estrella de Oro, Autobuses Unidos (AU), Transportes Regionales Veracruzanos (TRV) y Transportes Regionales Sierra (TRS).

## Ubicación
Se encuentra en la Av. 20 de Noviembre 571, Plaza Xallapan, Xalapa, Veracruz. En esta central de autobuses hay estacionamiento, sitio de taxis, cafetería, sanitarios, sala de espera. Afuera se encuentra una gran variedad de restaurantes y tiendas así como transporte público colectivo. Para referencias de ubicación se localiza frente al Hotel Best Western Xalapa entre Av. Lázaro Cárdenas o en la Carretera Puebla–Xalapa, Xalapa-Veracruz y Maestros Veracruzanos.

## Historia
Concluida en 1990, la Nueva Central Autobuses de Xalapa fue obra de los arquitectos Enrique Murillo y Gerardo Morales Berman, ambos arquitectos inspiraron su diseño en grandes estaciones de trenes. El conjunto se compone de varios edificios, siendo la terminal de autobuses el principal, tiene una planta rectangular alargada donde se encuentran zonas de espera para salidas y llegadas, taquillas, comercios y areas de recreación; el acceso a ésta terminal está compuesto por una rampa construida en mampostería y puentes de concreto armado. Los interiores resultan bastante espectaculares por el juego de luz y espacio que da la estructura. Hacia la parte posterior del edificio se han dejado las zonas de servicio y mantenimiento de autobuses, así como los dos andenes de llegadas y salidas; estos andenes cuentan con una interesante estructura de paraguas o voladizo, con la que se solucionan las áreas de ascenso y descenso de los autobuses.

## Especificaciones de la terminal
- Número de andenes:55+1 Lujo
- Espacios de aparcamiento de autobuses:30
- Superficie total de la terminal:
- Servicio de Estacionamiento:  Superficial,
- Número de taquillas:17
- Número de locales comerciales:40
- Salas de espera: 2+1 Lujo

## Destinos
| Líneas de Autobuses                     | Destinos |
| --------------------------------------- | --- |
| Autobuses de Oriente ADO                | Acayucan, Agua Dulce, Álamo, Altotonga, Alvarado, Apizaco, Angel R. Cabadas, Boca del Río, Campeche, Calpulalpan, Cancún, Cardel, Cardenas, Catemaco, Cerro Azul, Chetumal, Chicontepec, Cd. Mendoza, Cd. del Carmen, Cd. Lerdo, Coatepec, Coatzacoalcos, Córdoba, Cosamaloapan, Cosoleacaque, Costa Esmeralda, Escárcega, Fortín de las Flores, Frontera, Gutiérrez Zamora, Huamantla, Huejutla, Jáltipan, Juan Díaz Covarrubias, Las Choapas, Martínez de la Torre, Mérida, Ciudad de México Aeropuerto Terminal 1, Minatitlán, Nanchital, Naranjos, Nautla, Oaxaca, Oriental, Orizaba, Ozuluama, Pachuca, Palma Sola, Pánuco, Papantla, Paso de Ovejas, Perote, Platón Sánchez, Playa Vicente, Poza Rica, Poza Rica Petromex, Rinconada, San Andrés Tuxtla, San Sebastián, Santa Cruz, Santiago Tuxtla, Tampico Alto, Tampico, Tantoyuca, Tehuacán, Tempoal, Tepetzintla, Teziutlán, Tierra Blanca, Tlalnepantla, Tlapacoyan, Tlaxcala, Tres Valles, Tuxpan, Tuxtepec, Vega de la Torre, Veracruz CAVE, Veracruz Norte, Veracruz Aeropuerto, Villa Isla, Villahermosa. |
| ADO Platino/GL                          | Acayucan, Campeche, Cancún, Cd. del Carmen, Coatzacoalcos, Comitan, Huatulco, Juchitán de Zaragoza, Mérida, Ciudad de México TAPO, Ciudad de México Norte, Ciudad de México Terminal Ejecutiva Sur, Ciudad de México Aeropuerto Terminal 1, Minatitlán, Oaxaca, Pachuca, Puebla CAPU, Puerto Escondido, Salina Cruz, San Cristóbal de las Casas, Tehuantepec, Tlanepantla, Tuxtla Gutiérrez, Veracruz CAVE, Veracruz Norte, Villahermosa. |
| Omnibus Cristobal Colon OCC             | Acayucan, Arriaga, Comitan, Huixtla, San Cristóbal de las Casas, Tapachula, Tonala, Tuxtla Gutiérrez, Veracruz CAVE, |
| Autobuses Estrella de Oro               | Acapulco Cuauhtémoc, Cuernavaca, Veracruz CAVE, Iguala. |
| Autobuses Unidos AU                     | Altotonga, Arriaga, Cardel, Huatulco, Juchitán de Zaragoza, Martínez de la Torre, Matias Romero, Ciudad de México TAPO, Ciudad de México Norte, La Tinaja, Loma Bonita, Perote, Playa Vicente, Pochutla, Puebla CAPU, Puerto Escondido, Salina Cruz, Tapanatepec, Tehuacán, Tehuantepec, Teziutlán, Tierra Blanca, Tlapacoyan, Tres Valles, Tuxtepec, Veracruz CAVE, Veracruz Norte, Villa Azueta. |
| Transportes Regionales Veracruzanos TRV | Cardel, Cerro Gordo, Plan del Río, Rinconada, Tamarindo, Veracruz CAVE. |
| Transportes Regionales Sierra TRS       | Actopan, Alchichica, Altotonga, Banderilla, Cardel ,Catemaco, Cerro Gordo, Ciudad Primavera, Jalacingo, Perote, Puebla, Rinconada, San Andrés Tuxtla, Santiago Tuxtla, Teziutlán, Tlapacoyan, Villaldama. |

## Transporte Público de pasajeros
- Transporte Colectivo
- Servicio de Taxi